# Fedlim Ó Conchobair
Felim mac Aedh Ua Conchobair (propiamente Felimid) (1293–1316) fue Rey de Connacht en Irlanda de enero de 1310 al 10 de agosto de 1316.
Su padre, Aedh Ó Conchobair, murió en batalla en Coill un Clochain por Aed Breifnech Ua Conchobair. Su sitio fue ocupado por Ruaidri mac Cathal Ua Conchobair que gobernaría por menos de un año; los anales anotan laconicamente en 1310 que Felim, el hijo de Hugh, hijo de Owen O'Conor, asumió el lugar de su padre.
Felim murió en la Segunda Batalla de Athenry al frente de un gran ejército irlandés que se piensa estaba compuesto al menos por dos mil quinientos hombres, principalmente de Connacht, con aliados de las tierras medias y el Úlster. Un hijo, Aedh mac Felim Ó Conchobair, sería rey de Connacht, al igual que su nieto, Tairdelbach mac Aedh Ua Conchobair.